# محمود درويش
محمود درويش (13 مارس 1941 – 9 أغسطس 2008) هو شاعر فلسطيني، يُعتبر أحد أهم الشعراء الفلسطينيين والعرب الذين ارتبط اسمهم بشعر الثورة والوطن. يعتبر درويش أحد أبرز من ساهم بتطوير الشعر العربي الحديث وإدخال الرمزية فيه. في شعر درويش يمتزج الحب بالوطن وبالحبيبة الأنثى. قام بكتابة وثيقة إعلان الاستقلال الفلسطيني التي تم إعلانها في الجزائر. وهو عضو المجلس الوطني الفلسطيني التابع لمنظمة التحرير الفلسطينية، وله دواوين شعرية مليئة بالمضامين الحداثية.

## النشأة
وُلد محمود درويش في 13 مارس 1941 في قرية البروة وهي قرية فلسطينية تقع في الجليل قرب ساحل عكا، حيث كانت أسرته تملك أرضًا هناك. خرجت الأسرة برفقة اللاجئين الفلسطينيين في العام 1948 إلى لبنان، ثم عادت متسللة عام 1949 بعد توقيع اتفاقيات الهدنة، لتجد القرية مهدمة وقد أقيم على أراضيها موشاف (قرية زراعية إسرائيلية) «أحيهود». وكيبوتس يسعور فعاش مع عائلته في قرية الجديدة.
بعد إنهائه تعليمه الثانوي في مدرسة يني الثانوية في كفرياسيف انتسب إلى الحزب الشيوعي الإسرائيلي وعمل في صحافة الحزب مثل الاتحاد والجديد التي أصبح في ما بعد مشرفًا على تحريرها، كما اشترك في تحرير جريدة الفجر التي كان يصدرها مبام.

## الدراسة والسياسة
اُعتُقِل محمود درويش من قبل السلطات الإسرائيلية مرارًا بدءًا من العام 1961 بتهم تتعلق بتصريحاته ونشاطه السياسي وذلك حتى عام 1972 حيث توجه إلى الاتحاد السوفيتي للدراسة، وانتقل بعدها لاجئًا إلى القاهرة حيث عمل في جريدة الاهرام في ذات العام حيث التحق بمنظمة التحرير الفلسطينية، ثم لبنان حيث عمل في مؤسسات النشر والدراسات التابعة لمنظمة التحرير الفلسطينية، علمًا أنه استقال من اللجنة التنفيذية لمنظمة التحرير احتجاجًا على اتفاقية أوسلو. كما أسس مجلة الكرمل الثقافية.

## المناصب والأعمال
شغل منصب رئيس الاتحاد العام للكتاب والأدباء الفلسطينيين وحرر مجلة الكرمل. كانت إقامته في باريس قبل عودته إلى وطنه حيث أنه دخل إلى فلسطين بتصريح لزيارة أمه. وفي فترة وجوده هناك قدم بعض أعضاء الكنيست الإسرائيلي العرب واليهود اقتراحًا بالسماح له بالبقاء وقد سمح له بذلك.
في الفترة الممتدة من سنة 1973 إلى سنة 1982 عاش في بيروت وعمل رئيسًا لتحرير مجلة شؤون فلسطينية، وأصبح مديرًا لمركز أبحاث منظمة التحرير الفلسطينية قبل أن يؤسس مجلة الكرمل سنة 1981. بحلول سنة 1977 بيع من دواوينه العربية أكثر من مليون نسخة، لكن الحرب الأهلية اللبنانية كانت مندلعة بين سنة 1975 وسنة 1991، فترك بيروت سنة 1982 بعد أن غزا الجيش الإسرائيلي بقيادة ارئيل شارون لبنان وحاصر العاصمة بيروت لشهرين وطرد منظمة التحرير الفلسطينية منها. أصبح درويش "منفيًا تائهًا"، منتقلًا من سوريا وقبرص والقاهرة وتونس إلى باريس.
ساهم في إطلاقه واكتشافه الشاعر والفيلسوف اللبناني روبير غانم، عندما بدأ هذا الأخير ينشر قصائد لمحمود درويش على صفحات الملحق الثقافي لجريدة الأنوار والتي كان يترأس تحريرها  ومحمود درويش كان يرتبط بعلاقات صداقة بالعديد من الشعراء منهم عبد الرحمن الأبنودي من مصر محمد الفيتوري من السودان ونزار قباني من سوريا وفالح الحجية من العراق ورعد بندر من العراق وسليم بركات من سوريا وغيرهم من أفذاذ الأدب في الشرق الأوسط.
وكان له نشاط أدبي ملموس على الساحة الأردنية فقد كان من أعضاء الشرف في نادي أسرة القلم الثقافي مع عدد من المثقفين أمثال مقبل مومني وسميح الشريف وغيرهم.

## شعره
قسم النقاد مراحل شعر درويش إلى عدة أقسام يجمع بينها علاقة الشاعر بوطنه وبقضيته «القضية الفلسطينية» وبالمنفى وترك الديار وكل ذلك في ظل علاقته بالذات. وقد قسم الناقد محمد فكري الجزار شعر درويش إلى ثلاثة أقسام: المرحلة الأولى وهي مرحلة تواجده في الوطن، التي تشمل بدايات تكوين الشاعر ووعيه بقضية وطنه وتشكيل الانتماء لهذا الوطن في ظل الاحتلال. أما المرحلة الثانية فهي مرحلة الوعي الثوري والتي امتدت إلى عام 1982 حيث الخروج من بيروت وفيها تم تنظيم مشاعر الشاعر التي كانت قد تكونت لديه في المرحلة الأولى. اما المرحلة الثالثة فهي مرحلة الوعي الممكن والحلم الإنساني.
بينما قسم الناقد حسين حمزة شعر درويش إلى ثلاث مراحل انطلاقًا من علاقة الشاعر بنصه الشعري فنيًا، وبخارج نصه أيدولوجيا، أي كيف انتقل درويش من ماركسية في المرحلة الأولى إلى قومية عربية في المرحلة الثانية، وإلى الفكر الكوني الإنساني في المرحلة الثالثة دون إغفال فلسطينيته.
أما من حيث مسيرته الشعرية فيمكن تقسيمها وفق ما جاء عند الناقد حسين حمزة إلى ثلاث مراحل هي الأخرى: فالمرحلة الأولى (1960-1970) ويسميها حسين حمزة بمرحلة «الاتصال»، حيث انتمى الشاعر وفق حسين حمزة في هذه المرحلة إلى التيار الرومانسي في الشعر العربي المعاصر وقد احتدى بشعراء أمثال بدر شاكر السياب (1926-1964) ونزار قباني (1932-1998) وهنا نلاحظ سيطرة الخطاب المباشر على نصه الشعري مع استخدام الشاعر لتقنيات أسلوبية مثل تناص والقناع وغيرها. أما المرحلة الثانية (1970-1983) وهي مرحلة أطلق عليها حسين حمزة بمرحلة «الانتصال» وهي مرحلة بينية تكمن فيها بعض مميزات المرحلة الأولى وقد طور الشاعر في هذه المرحلة أسلوبه وتطورت دلالات شعره منفتحة على دلالات أوسع من تلك الحاضرة في البعد الأيدولوجي، كما اكتسبت إحالات الشاعر إلى التاريخ والدين والأسطورة والأدب والحضارة زخما أكبر، حيث أصبح نصه الشعر مليئًا بالإشارات الأسلوبية والتناصية. أما المرحلة الثالثة والأخيرة (1983-2008) فقد أسماها الناقد حسين حمزة بمرحلة «الانفصال»، بمعنى أن الشاعر انفصل تدريجيا وبشكل واعٍ عن خطابه الأيدولوجي المباشر في شعره، وقد يكون الخروج من بيروت عام 1982 سببًا في خيبة أمل الشاعر في القومية العربية التي آمن بها الشاعر وتجلت بالمرحلة الثانية. في هذه المرحلة انفصل الشاعر عن الضمير «نحن» وعاد إلى الضمير «أنا» أي الالتفات إلى الذاتية.
تمثل الأعمال الشعرية لمحمود درويش موضوعًا لدراسات وتحليلات معمقة في العديد من الجامعات حول العالم، كما حظيت باهتمام خاص في مجال الترجمة، مما أدى إلى إجراء العديد من الدراسات والتكييفات بلغات مختلفة.
من بين أبرز الأعمال الأكاديمية التي تناولت مجمل إنتاج درويش، تبرز أطروحة الدكتوراه بعنوان "محمود درويش، ضحية تبحث عن هوية"، التي أعدها الباحث اللبناني الأصل مروان حرب. أنجزت هذه الأطروحة في المعهد الوطني للغات والحضارات الشرقية (INALCO) في فرنسا، حيث تتعمق في مواضيع المنفى، الهوية، والذاكرة التي تشكل محور أعمال الشاعر الفلسطيني. وتُعد واحدة من أبرز الإسهامات الأكاديمية حول درويش، إذ تسلط الضوء على تعقيد وغنى إرثه الأدبي.

## تأثره
تأثر محمود درويش بشخصيته وشعره كثيرًا بشاعر فلسطين عبد الكريم الكرمي "أبو سلمى"؛ إذ قال درويش للكرمي: «أنت الجذع الذي نبتت عليه قصائدنا». وأحب درويش شعر لوركا وتأثر به وكتب عنه مقالات، منها مقال بعنوان "خمسون عاماً بلا لوركا" كما كتب عنه قصيدة بعنوان "لوركا" يقول في مطلعها : 
عفوَ زهر الدم , يا لوركا , وشمس في يديكْ
وصليب يرتدي نار قصيده
أجمل الفرسان في الليل .. يحجون إليك
بشهيد.. وشهيدة
وهكذا الشاعر، زلزال.. وإعصار مياه
ورياح، إن زأر
يهمس الشارع للشارع, قد مرت خطاه
فتطاير يا حجر ! 

كان محمود درويش صديقا للناقد والمفكر إدوارد سعيد الذي قال يوما : "أنا فلسطيني ولكني طردت منها منذ الطفولة، وأقمت في مصر دون أن أصبح مصرياً، وأنا عربي ولكني لست مسلماً، وأنا مسيحي ولكن بروتستانتى، واسمي الأول "إدوارد" رغم أن كنيتي سعيد" فكتب محمود درويش قصيدة بعنوان "في طباق إلى إدوارد سعيد" 
"أنا من هناك..أنا من هنا
ولستُ هناك..ولستُ هنا
لِيَ اسمان يلتقيان ويفترقان...
ولي لُغَتان نسيتُ بأيِّهما
كنتَ أحلَمُ
لي لغة انكليزية للكتابة
طيعة المفردات
ولي لغة من حوار السماء
مع القدس فضيةُ النَبْر
لكنها لا تطيع مخيلتى
والهوية؟ قلت فقال: دفاعٌ عن الذات...
إنّ الهوية بنتُ الولادة لكنها
في النهاية إبداعُ صاحبها لا

وراثة ماضٍ"

## حياته الشخصية

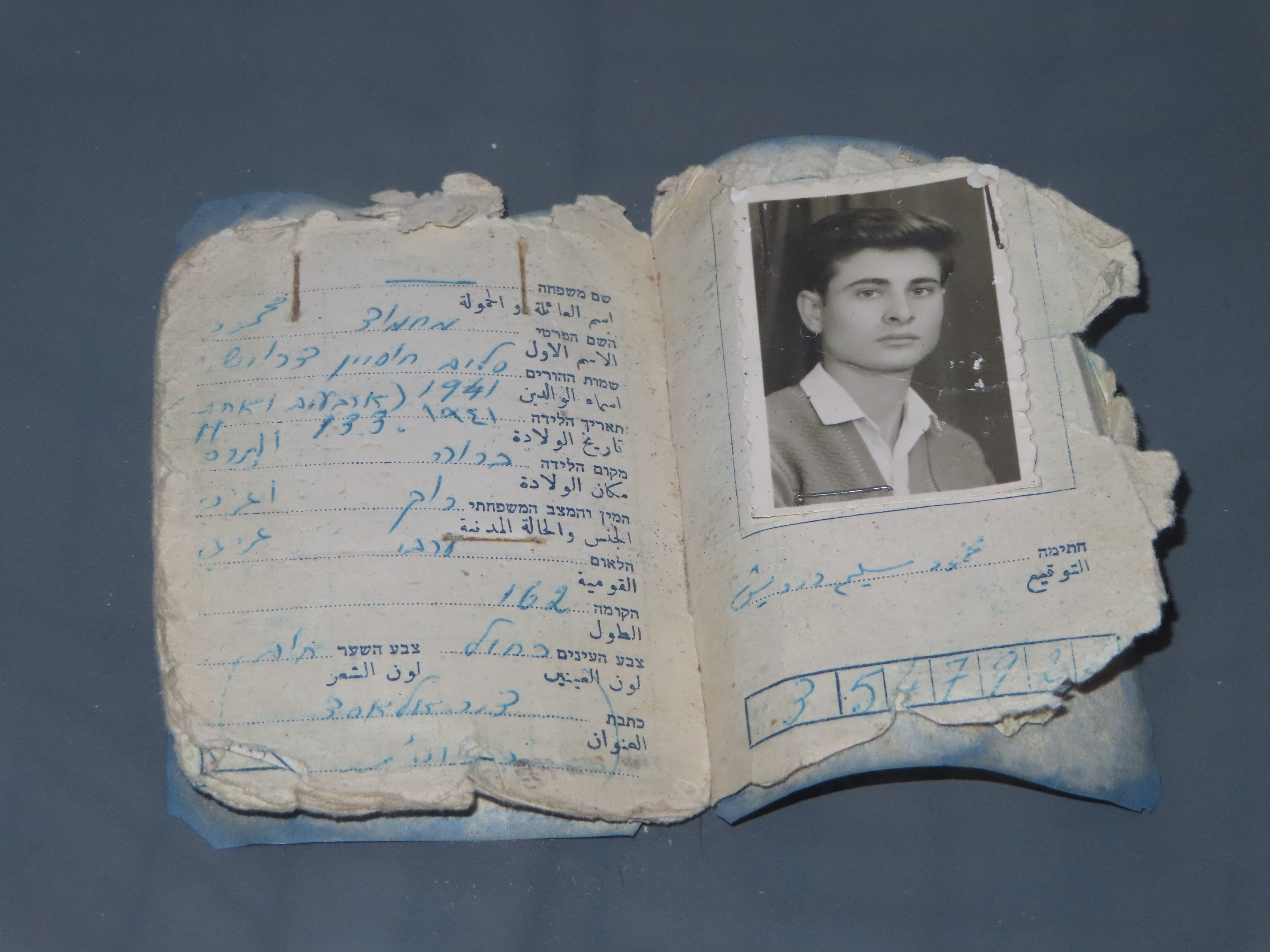
بطاقة هوية درويش الصادرة في فترة شبابه

قال عنه شربل داغر «قلما وجدتُه من دون بدلة – قاتمة اللون، بين رمادية وزرقاء معتمة. وإن ارتدى قميصًا، فهي طويلة الكمين. رسمي، محتشم، من دون ربطة عنق، في غالب الأحوال. قلما تبينت شعرة بيضاء في شَعره، إذ كان يصبغه من دون توقف...» 

## وفاته
توفي في الولايات المتحدة الأمريكية يوم السبت 9 أغسطس 2008  بعد إجرائه لعملية القلب المفتوح في مركز تكساس الطبي في هيوستن، تكساس، التي دخل بعدها في غيبوبة أدت إلى وفاته بعد أن قرر الأطباء في مستشفى «ميموريال هيرمان» (بالإنجليزية: Memorial Hermann Hospital) نزع أجهزة الإنعاش بناءً على توصيته.
وأعلن رئيس السلطة الفلسطينية محمود عباس الحداد ثلاثة أيام في كافة الأراضي الفلسطينية حزنًا على وفاته، واصفًا درويش «عاشق فلسطين» و«رائد المشروع الثقافي الحديث، والقائد الوطني اللامع والمعطاء». وقد وري جثمانه الثرى في 13 أغسطس في مدينة رام الله حيث خصصت له هناك قطعة أرض في قصر رام الله الثقافي. وتم الإعلان أن القصر تمت تسميته «قصر محمود درويش للثقافة».
شارك في جنازته آلاف من أبناء الشعب الفلسطيني وقد حضر أيضا أهله من أراضي 48 وشخصيات أخرى على رأسهم رئيس السلطة الفلسطينية محمود عباس.

## مؤلفاته
| 1. درويش، محمود. ديوان محمود درويش. بيروت: دار العودة، 1994. 2. درويش، محمود. أنا الموقع أدناه. بيروت: دار الساقي، 2014. 3. درويش محمود. خطب الدكتاتور الموزونة. حيفا: دار راية، 2013. 4. درويش، محمود. الأعمال النثرية. بيروت: دار العودة، 2009. 5. درويش، محمود. لا أريد لهذي القصيدة أن تنتهي: الديوان الأخير. بيروت: رياض الريس، 2009. 6. درويش، محمود. مختارات: لي لغة بعدي. بيروت: رياض الريس، 2009. 7. درويش، محمود. محمود درويش مقالات وحوارات (1970-1961)، جمع وتقديم محمد خليل. كفر قرع: دار الهدى، 2009. 8. درويش، محمود. أقول لكم. بيروت: دار العودة، 2008. 9. درويش، محمود. آن لي أن أعود. بيروت: دار العودة، 2008. 10. درويش، محمود. أثر الفراشة: يوميات. بيروت: رياض الريس، 2008. 11. درويش، محمود. حيرة العائد: مقالات مختارة. بيروت: رياض الريس، 2007. 12. درويش، محمود. يوميات الحزن العادي. ط. 4. بيروت: رياض الريس، 2007. 13. درويش، محمود. في حضرة الغياب: نص. رام الله: دار الشروق، 2006. 14. درويش، محمود. كزهر اللوز أو أبعد. طبعة خاصة. رام الله: دار الشروق، 2005. 15. درويش، محمود. لا تعتذر عما فعلت. بيروت: دار الريس، 2004. 16. درويش، محمود. حالة حصار. بيروت: دار الريس، 2002. 17. درويش، محمود. جدارية. بيروت: دار الريس، 2000. 18. درويش، محمود. سرير الغريبة. بيروت: دار الريس، 1999. 19. درويش، محمود. لماذا تركت الحصان وحيدا. بيروت: دار الريس، 1995. 20. درويش، محمود. ديوان محمود درويش. ط. 14. بيروت: دار العودة، 1994. | 1. درويش، محمود. ذاكرة النسيان. ط. 6. بيروت: دار العودة، 1994. (نشرت الطبعة الأولى عام 1987). 2. درويش، محمود. عابرون في كلام عابر. ط. 2. بيروت: دار العودة، 1994. 3. درويش، محمود. ورد أقل. ط. 6. بيروت: دار العودة، 1993. 4. درويش، محمود. أحد عشر كوكبًا. ط. 4. بيروت: دار العودة، 1993. 5. درويش، محمود. هي أغنية، هي أغنية. ط. 4. بيروت: دار العودة، 1993. 6. درويش، محمود. أرى ما أريد. ط. 3. بيروت: دار العودة، 1993. 7. درويش، محمود. أعراس. ط. 3. بيروت: دار العودة، 1993. (نشرت الطبعة الأولى عام 1977). 8. درويش، محمود. حصار لمدائح البحر. ط. 5. بيروت: دار العودة، 1993. (نشرت الطبعة الأولى عام 1984). 9. درويش، محمود. تلك صورتها وهذا انتحار العاشق. ط. 6. بيروت: دار العودة، 1993. (نشرت الطبعة الأولى عام 1975). 10. درويش، محمود. محاولة رقم 7. ط. 7. بيروت: دار العودة، 1993. (نشرت الطبعة الأولى عام 1973). 11. درويش، محمود. العصافير تموت في الجليل ط. 8. بيروت: دار العودة، 1993. (نشرت الطبعة الأولى عام 1969). 12. درويش، محمود. أوراق الزيتون ط. 11. بيروت: دار العودة، 1993. (نشرت الطبعة الأولى عام 1964). 13. درويش، محمود. حبيبتي تنهض من نومها ط. 8. بيروت: دار العودة، 1993. (نشرت الطبعة الأولى عام 1970). 14. درويش، محمود. حبيبتي تنهض من نومها. القدس: منشورات العربي، 1977. 15. درويش، محمود والقاسم، سميح. الرسائل. الدار البيضاء: دار توبقال للنشر، 1990. |

بعض المقالات والحوارات الصحفية
1. درويش محمود. «الشعر حرفة وهواية». الكرمل: فصلية ثقافية تصدر عن مؤسسة الكرمل الثقافية، 79 (ربيع، 2004): 198-207.
2. درويش محمود. «كلام في الشعر». الكرمل: فصلية ثقافية تصدر عن مؤسسة الكرمل الثقافية، 78 (شتاء، 2004): 178-195
3. درويش محمود. «طباق: قصيدة». الكرمل: فصلية ثقافية تصدر عن مؤسسة الكرمل الثقافية، 81 (خريف، 2004): 68-79.
4. درويش محمود. «المطر الناعم في خريف بعيد: قصيدة». الفكر الجديد: أدبية ثقافية شهرية، 6 (2003): 158.
5. درويش محمود. «محمد ... يسوع صغير في قلب أيقونة». الأسوار: للأبحاث الفكرية والثقافة الفلسطينية، 22 (2001): 32-34.
6. درويش محمود. «حوار مع محمود درويش عن السياسة والشعر وتجربة الموت». مجلة الدراسات الفلسطينية، 48 (خريف، 2001): 7-23.

## كتب عنه
1. خليل الشيخ، السيرة في إطار الشعر: قراءة في ديوان محمود درويش "لماذا تركت الحصان وحيداً"، أبحاث اليرموك، م 16، 1998.
2. خليل الشيخ، سرير الغريبة لدرويش : قراءة في تَشَكُلات البنية، مجلة نزوى، 2000.
3. خليل الشيخ، جدارية محمود درويش بين تحرير الذات ووعي التحرر منها، مجلة نزوى، 2000.
4. خليل الشيخ، سِفر التكوين، قراءة في بدايات محمود درويش الشعرية، حوليات كلية الآداب والعلوم الاجتماعية، الحولية 42، 2021.[29]

## معرض صور

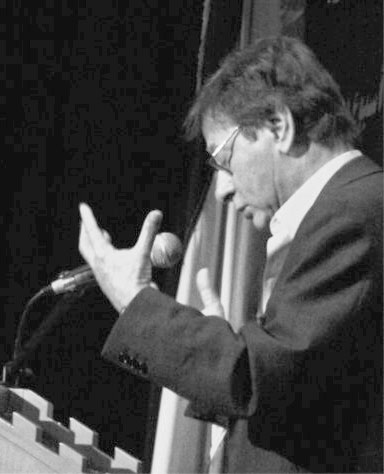
الشاعر الفلسطيني محمود درويش في جامعة بيت لحم.

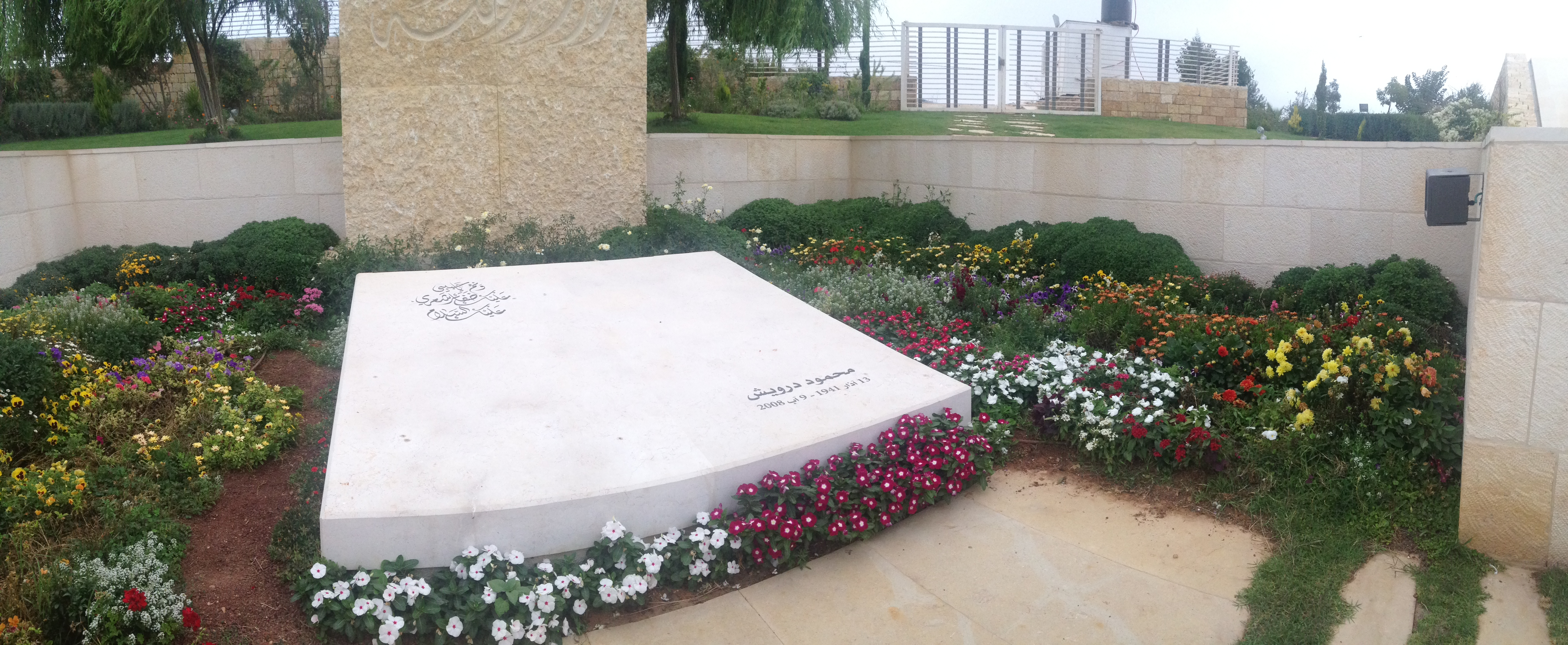
قبر محمود درويش في رام الله
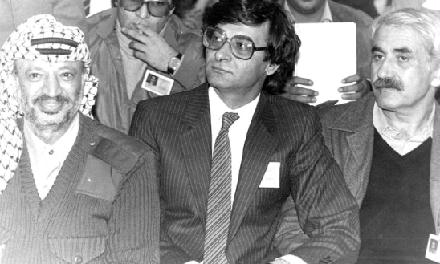
صورة تجمع جورج حبش ومحمود درويش وياسر عرفات.
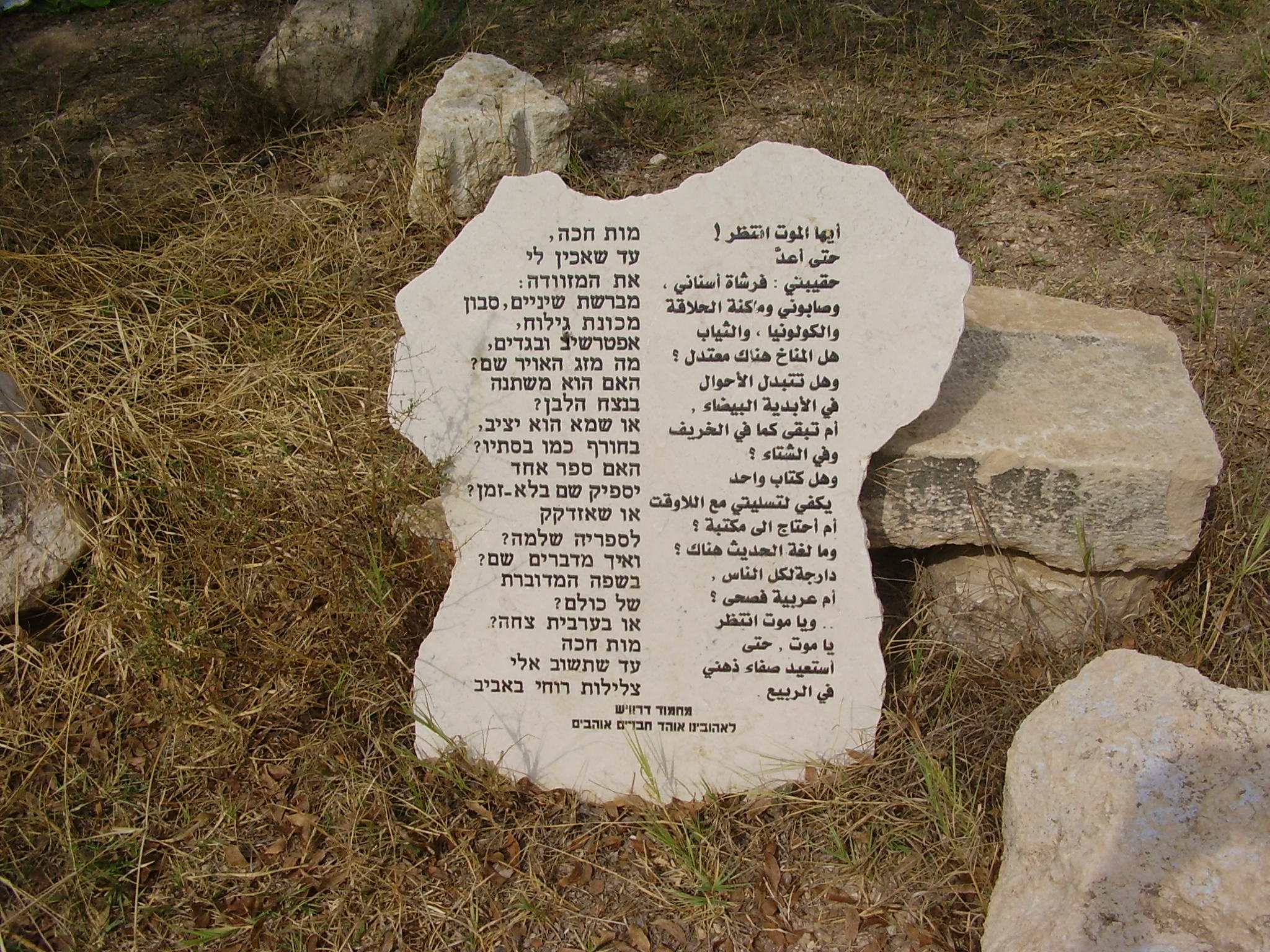
شعر لمحمود درويش في مقبرة Neve Shalom (ومعناها واحة السلام) بفلسطين المحتلة

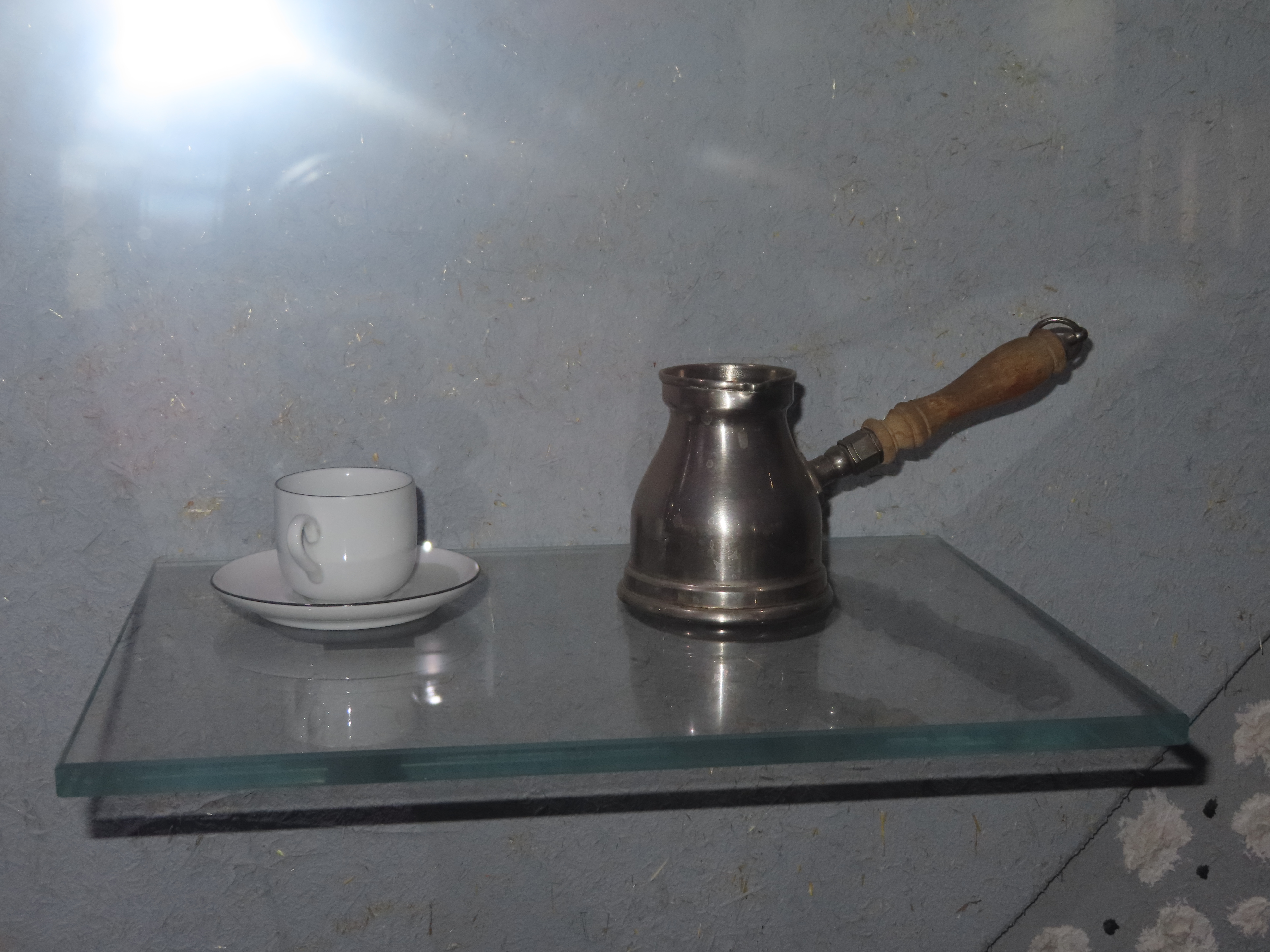
فنجان قهوة من متحف الشاعر الفلسطيني محمود درويش